# 극우동맹
극우동맹(프랑스어: ligues d'extrême droite)이란 프랑스 제3공화국 말기인 1930년대에 의회주의를 반대하며 열병식, 패싸움, 폭동을 일으켰던 다수의 극우단체들을 말한다. 19세기 말 드레퓌스 사건 때부터 그 전조가 있었고, 1930년대부터 이 정치운동들을 의회주의 정당들과 구분하기 위해 "동맹"(ligue)이라고 칭하기 시작했다. 

## 주요 극우동맹
- 폴 데롤레드의 애국자동맹(1882년)
- 에두아르 드위몽의 프랑스 반유대동맹(1889년)
- 모리스 푸조의 왕당파국민연맹(1908년)
- 피에르 테탱저의 청년애국자단(1924년)
- 앙리 도르게르의 농민전선
- 가스통 베르게리의 전선
- 조르주 발루아의 르 페소(1925년)
- 프랑수아 드 라 로크의 불의 십자단(1927년)
- 프랑수아 코티의 프랑스 연대(1933년)
- 마르셀 뷔카르의 프랑스주의 운동(1933년)

## 같이 보기
- 1934년 2월 6일 위기
- 자유군단
- 일본의 우익단체